# Jaroslav Kubiš
Jaroslav Kubiš (6. července 1916 Dolní Vilémovice – 24. října 1942 koncentrační tábor Mauthausen) byl mladším bratrem parašutisty rotmistra Jana Kubiše, spolupracovník členů paraskupin Anthropoid a Bivouac. Za účast bratra na útoku na zastupujícího říšského protektora Reinharda Heydricha byl spolu s dalšími členy rozvětvené rodiny popraven v koncentračním táboře Mauthausen.

## Život
Jaroslav Kubiš se narodil 6. července 1916. Po vychození obecné školy pracoval jako dělník. V dubnu 1934 se v 17 letech dobrovolně přihlásil k odvodu do armády. Od října 1934 byl zařazen k 2. polní rotě jihlavského pěšího pluku 31 „Arco“. Po základním výcviku byl hodnocen jako veselý, družný, ochotný a pořádný.
V dubnu 1935 absolvoval poddůstojnickou školu, složil střelecké zkoušky. V říjnu 1935 byl povýšen na svobodníka. Z vojenské služby odešel v září 1936 jako svobodník v záloze. Po vyhlášení mobilizace 24. září 1938 se dostavil ke svému domovskému pluku. 17. října byl propuštěn do zálohy.

## Spolupráce s paraskupinami
S bratrem Janem Kubišem byl po jeho vysazení ve styku stejně jako jejich bratr Rudolf Kubiš. Poprvé se s Janem setkal 7. února 1942 u rybníka v Dolních Vilémovicích. Jan mu předal některé své osobní věci ve dvou plechových krabicích, které Jaroslav zakopal v lese. Dolní Vilémovice navštívil Jan Kubiš ještě několikrát, naposledy pak 20. května 1942, kdy s sebou přivedl rotného Františka Pospíšila, velitele skupiny Bivouac. Ten byl v té době již na útěku a skrýval se. Jaroslav Kubiš Pospíšilovi zajistil úkryt u rodiny Denemarkových. Naposled se Jaroslav Kubiš setkal s Janem Kubišem v Praze v parčíku u Národního muzea dne 15. června 1942. Přijel za ním se svým kamarádem Aloisem Denemarkem s prosbou o zprostředkování úkrytu pro Františka Pospíšila v Praze. Jan však jejich žádost zamítl s tím, že ani své místo pobytu nepovažuje za zcela bezpečné a ať zůstane, kde je. Po boji v kostele sv. Cyrila a Metoděje byl Jaroslav Kubiš 20. června zatčen v Třebíči při raziích gestapa, zaměřených na příbuzné parašutistů, a následně odvezen do věznice v Praze na Karlově náměstí. Byl donucen identifikovat uřezanou hlavu svého mrtvého bratra Jana v budově německého soudního lékařství. Z Prahy putoval stejně jako ostatní příbuzní do Terezína a odtud byl dne 23. října 1942 převezen do koncentračního tábora Mauthausen. O den později (24. října 1942) byl zavražděn střelou z malorážní pistole do týla společně s dalšími spolupracovníky a rodinnými příslušníky atentátníků při fingované zdravotní prohlídce.

## Připomínka
- Jeho jméno (Kubiš Jaroslav *6. 7. 1916) je uvedeno na pomníku při pravoslavném chrámu svatého Cyrila a Metoděje. Pomník byl odhalen 26. ledna 2011 a je součástí Národního památníku obětí heydrichiády.[6][7]
- Jeho jméno (a jména jeho rodinných příslušníků) je uvedeno na pomníku obětem 1. a 2. světové války v Dolních Vilémovicích na návsi (u silnice na Lipník). Na jeho spodní části je nápis: "OBĚTEM FAŠISMU POPRAVENÝM 1942-1945 / KUBIŠ JAN *1913 / KUBIŠ FRANTIŠEK *1887 / KUBIŠ RUDOLF *1912 / KUBIŠOVÁ MARIE *1912 / KUBIŠ JAROSLAV *1916 / KUBIŠOVÁ MARIE *1920 / KUBIŠOVÁ VLASTA *1924 / KUBIŠOVÁ JITKA *1925 / PRÁVEC RUDOLF *1912 / PRÁVCOVÁ FRANTIŠKA *1915 / LAPEŠ JAN *1909 / DENEMAREK ANTONÍN *1878 / DENEMARKOVÁ MARIE *1885 / DENEMAREK KAREL *1913 / VĚNUJE MNV DOLNÍ VILÉMOVICE 1965".[8]

## Galerie

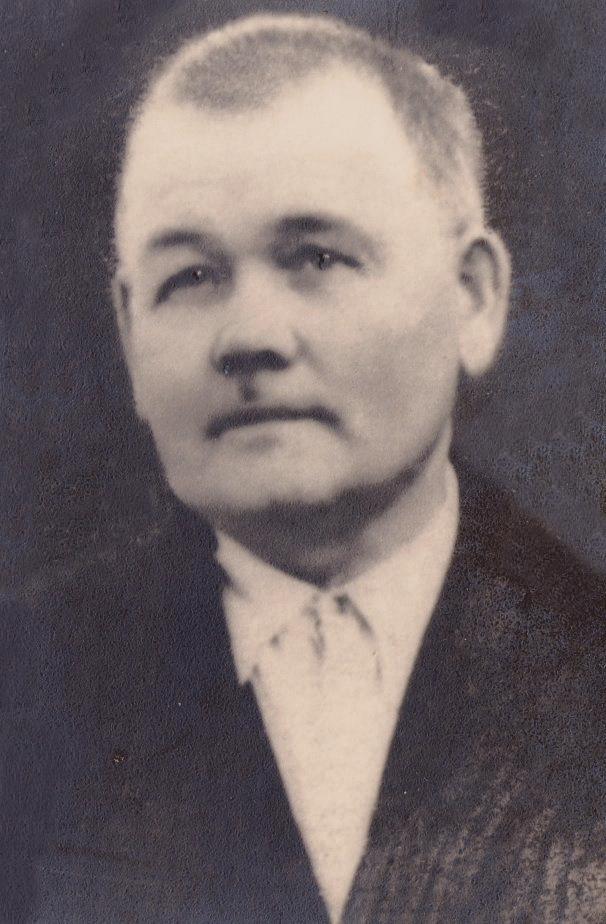
Otec František Kubiš
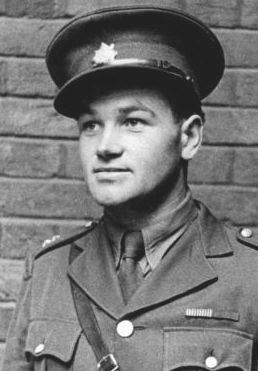
Bratr Jan Kubiš
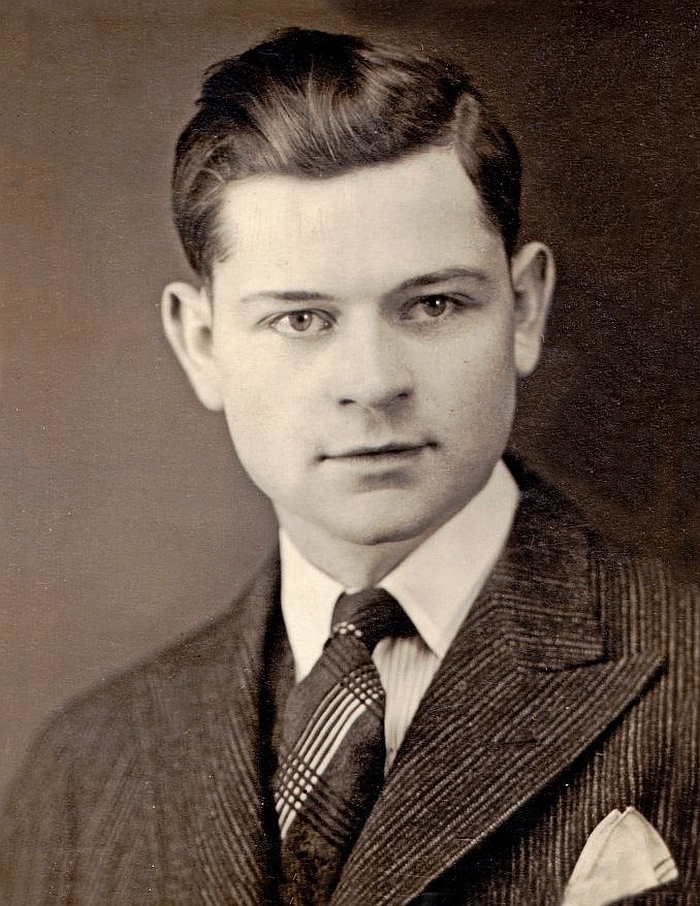
Bratr Rudolf Kubiš
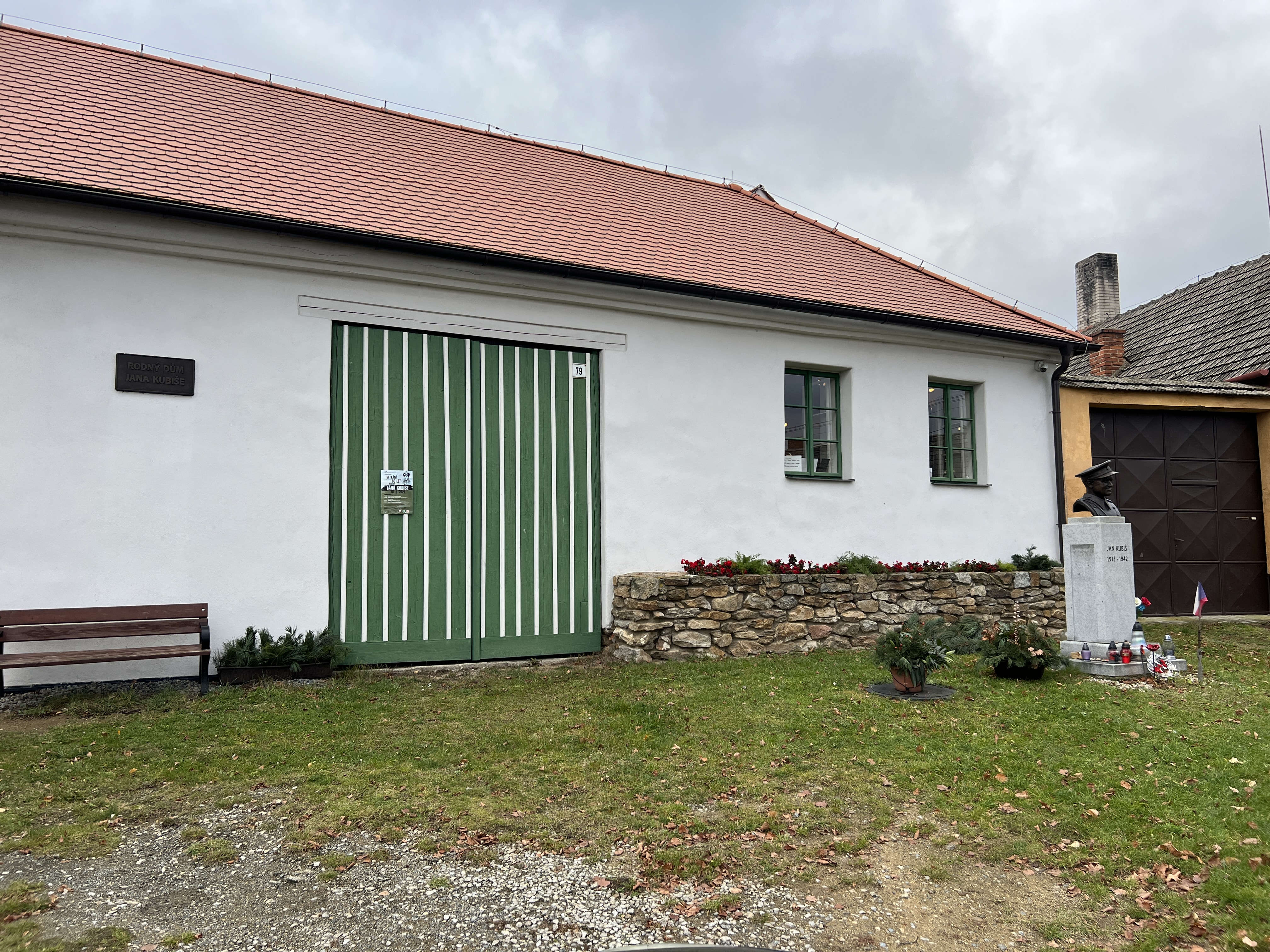
Rodný dům, Dolní Vilémovice
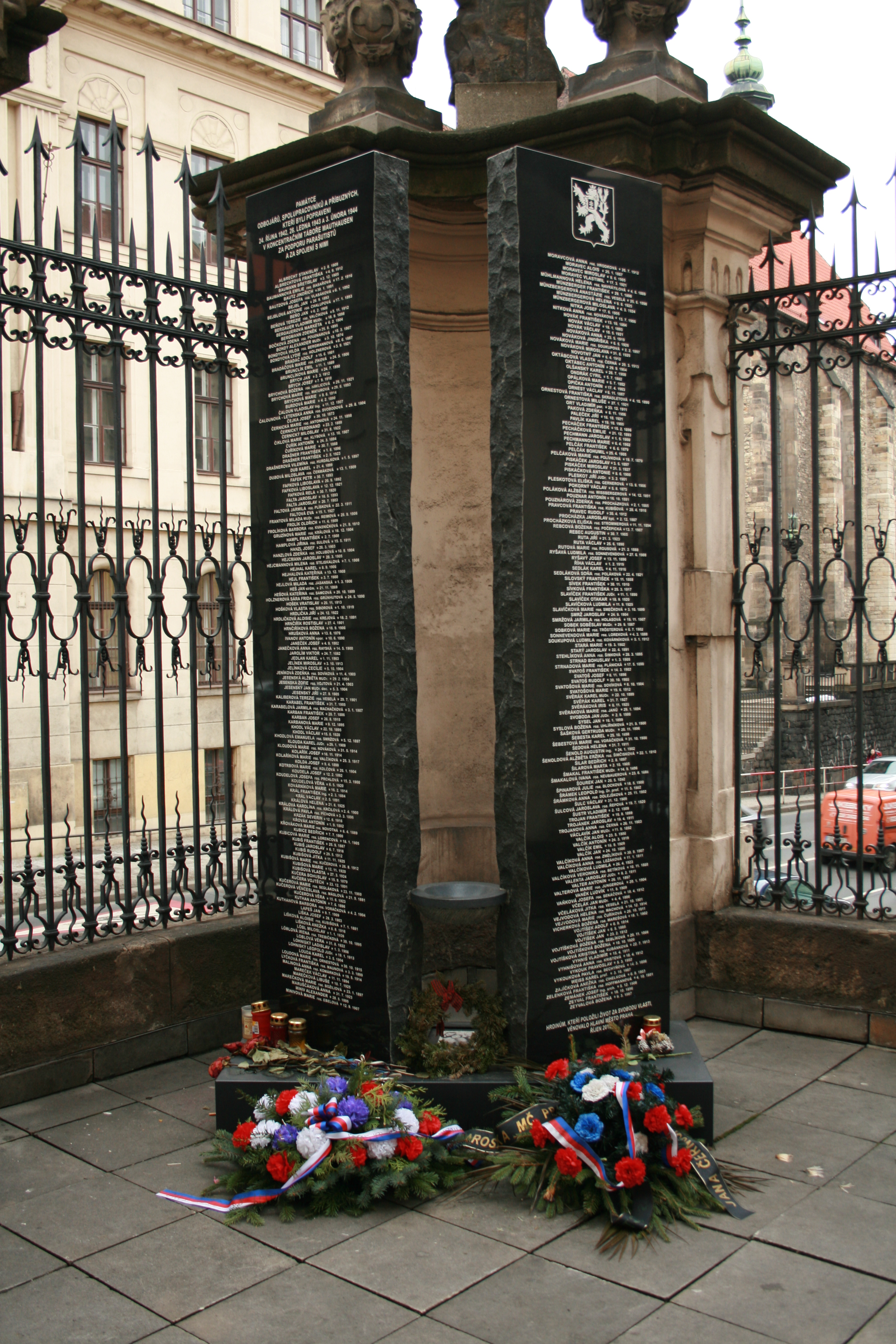
Pomník spolupracovníků parašutistů a jejich rodinných příslušníků na terase kostela sv. Cyrila a Metoděje v Resslově ulici v Praze
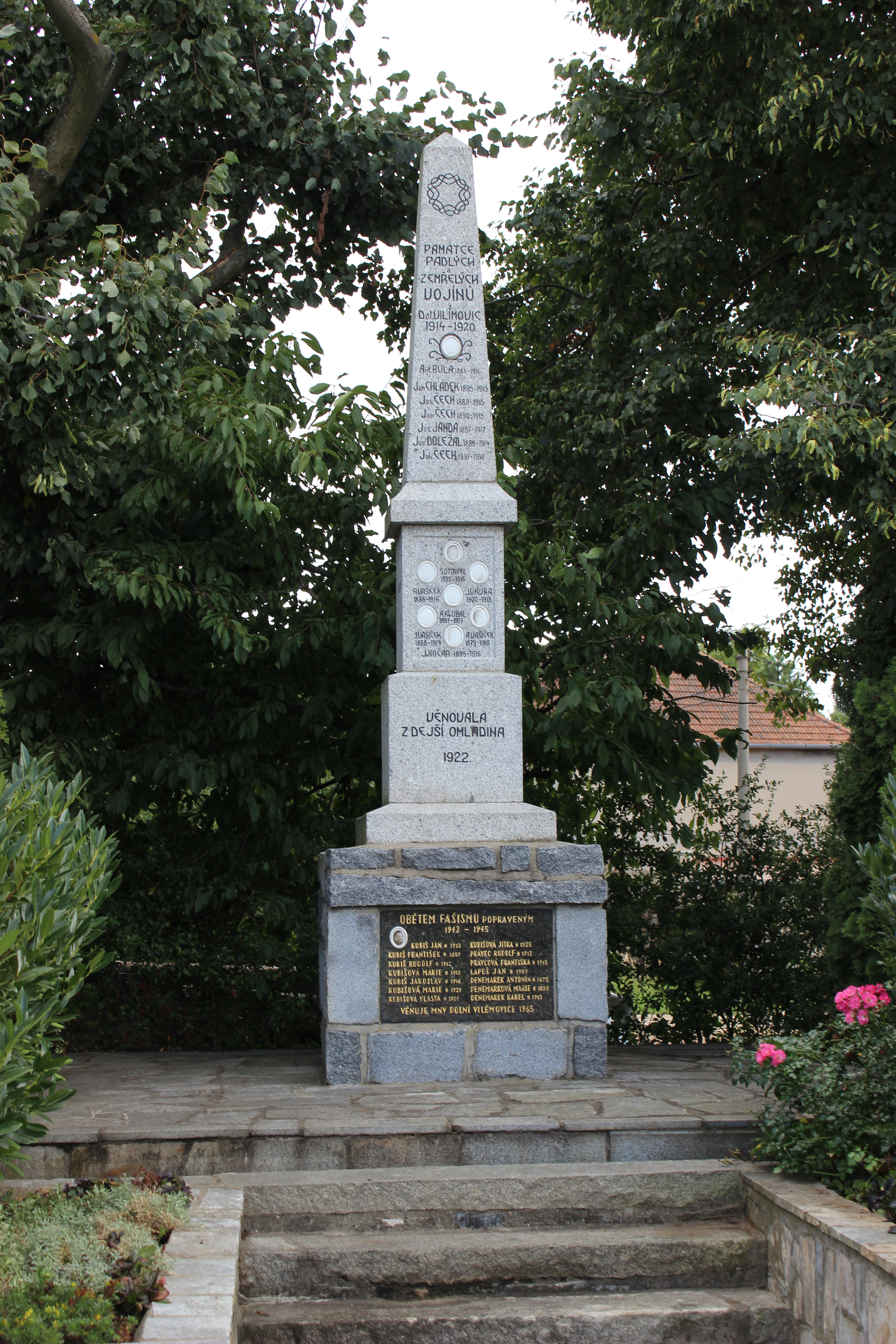
Pomník obětem 1. a 2. světové války v Dolních Vilémovicích